# Mavrovouni (Zypern)
Mavrovouni ist ein Kupferbergwerk im nördlichen Troodos-Gebirge auf Zypern. Hier wurden in den 1930er Jahren Stempel bronzezeitlicher Stollen gefunden.